# Малакапа (Болоња)
Малакапа (итал. Malacappa) је насеље у Италији у округу Болоња, региону Емилија-Ромања.
Према процени из 2011. у насељу је живело 65 становника. Насеље се налази на надморској висини од 25 м.